# Russas
Russas este un oraș în statul Ceará (CE) din Brazilia.